# 오성정
오성정(五星亭)은 대한민국 강원특별자치도 강릉시 노암동에 있는, 조선 인조 5년(1627)에 처음 지어졌다고 알려진 정자이다. 1974년 9월 9일 강원도의 유형문화재 제47호로 지정되었다.

## 개요
조선 인조 5년(1627)에 처음 지어졌다고 알려진 정자이다. 지금의 건물은 1927년 정묘생(丁卯生)의 동갑계에서 강릉객사의 일부를 옮겨지은 것이라고 한다. 원래 현종 7년(1666) 송광연이 강릉에 와 있을 때 정자 아래에 조그만 집을 짓고 아침저녁으로 올라와 놀던 곳이다. 나라가 위태롭던 조선 말기에는 의병들이 이곳에 모여 왜병과 전투를 벌이기도 했다. 또한 한국전쟁 때 공산군에 대항하다가 죽은 한국청년단원 222명의 영혼을 추모하는 충혼탑과 용감히 싸우다가 서울수복 하루 전에 죽은 학생 3명의 묘가 있는 유적지이다.
총 4칸 규모의 1층 집으로, 벽 없이 난간만 두른 상태에서 마루만 놓은 T자형 집이다. 정자 안에는 12개의 현판이 걸려있고, 밖에는 해강 김규진과 석둔거사가 쓴 '오성정(五星亭)' 현판이 걸려있다.
오성정은 1927년 당시에 살던 백성들의 나라 잃은 설움과 주권회복의 소리없는 염원이 함께 담겨있는 소중한 건물이다.

## 참고 문헌
- 오성정 - 국가유산청 국가유산포털